# Barbilophozia hatcheri
Barbilophozia hatcheri là một loài rêu trong họ Anastrophyllaceae. Loài này được A. Evans Loeske mô tả khoa học đầu tiên năm 1907.